# 天主教巴尔萨斯教区
天主教巴爾薩斯教區（拉丁語：Dioecesis Balsensis）是巴西一個天主教教區，位於馬拉尼昂州南部，屬馬拉尼昂的聖路易斯總教區。
教區前身是一個於1954年12月20日成立的自治監督區，1981年10月3日升為教區，2012年時有193,000名教友，佔總人口67.2%。教區有17個堂區和27名司鐸。現任教區主教為華倫泰·法貢德斯-德-梅內塞斯。